# 富山大学薬学部附属薬用植物園
富山大学薬学部附属薬用植物園（とやまだいがくやくがくぶふぞくやくようしょくぶつえん）は、富山大学が管理運営する薬用植物園である。

## 概要
富山大学杉谷キャンパス内にあり、面積13334m2。保有品種は約2000種で、一般的な薬用植物のほか東南アジアや南米のパラグアイ原産の薬用植物を栽培している点が特徴である。
2023年（令和5年）に100周年を迎えたのを機に大規模改修が実施され、2024年（令和6年）8月から通年で一般開放されることになった。それ以前は原則として春と秋のイベント時にのみ一般公開が実施されていた。

## 沿革
1923年に「富山薬学専門学校薬草園」として、神通川の廃川跡に開設。1927年、富山市奥田の富山薬学専門学校敷地内へ移転。1949年には同校と富山大学が統合、「富山大学薬学部薬草園」となる。1965年、五福キャンパスへ移転。1977年、富山医科薬科大学新設に伴い、「富山医科薬科大学薬学部附属薬用植物園」開設。2005年、旧富山大学・富山医科薬科大学・高岡短期大学の統合に伴い「富山大学薬学部附属薬用植物園」となった。